# Municipio de Northampton (condado de Bucks)
El municipio de Northampton (en inglés: Northampton Township) es un municipio ubicado en el condado de Bucks en el estado estadounidense de Pensilvania. En el año 2000 tenía una población de 39.384 habitantes y una densidad poblacional de 588.7 personas por km².

## Geografía
El municipio de Northampton se encuentra ubicado en las coordenadas 40°12′04″N 75°00′01″O / 40.20111, -75.00028.

## Demografía
Según la Oficina del Censo en 2000 los ingresos medios por hogar en la localidad eran de $82,655 y los ingresos medios por familia eran $91,477. Los hombres tenían unos ingresos medios de $60,368 frente a los $38,969 para las mujeres. La renta per cápita para la localidad era de $33,028. Alrededor del 1,8% de la población estaban por debajo del umbral de pobreza.